# 6.ª etapa del Tour de Francia 2018
La 6.ª etapa del Tour de Francia 2018 tuvo lugar el 12 de julio de 2018 entre Brest y Mûr-de-Bretagne sobre un recorrido de 181 km y fue ganada por el ciclista irlandés Daniel Martin del equipo UAE Emirates. El ciclista belga Greg Van Avermaet del equipo BMC Racing conservó el maillot jaune.

## Clasificación de la etapa
| \| Clasificación de la etapa \| Clasificación de la etapa \| Clasificación de la etapa \| Clasificación de la etapa \| Clasificación de la etapa \| \| Ciclista \| Ciclista \| Equipo \| Tiempo \| \| \| ------------------------- \| ------------------------- \| ------------------------- \| ------------------------- \| ------------------------- \| \| 1.º \| Daniel Martin \| UAE Team Emirates \| 4 h 13 min 43 s \| \| \| 2.º \| Pierre Latour \| AG2R La Mondiale \| + 1 s \| \| \| 3.º \| Alejandro Valverde \| Movistar Team \| + 3 s \| \| \| 4.º \| Julian Alaphilippe \| Quick-Step Floors \| + 3 s \| \| \| 5.º \| Rafał Majka \| Bora-Hansgrohe \| + 3 s \| \| \| 6.º \| Adam Yates \| Mitchelton-Scott \| + 3 s \| \| \| 7.º \| Bauke Mollema \| Trek-Segafredo \| + 3 s \| \| \| 8.º \| Peter Sagan \| Bora-Hansgrohe \| + 3 s \| \| \| 9.º \| Geraint Thomas \| Team Sky \| + 3 s \| \| \| 10.º \| Primož Roglič \| LottoNL-Jumbo \| + 3 s \| \| |                    |                   |                 |
| |                    |                   |                 |
| Fuente: ProCyclingStats |                    |                   |                 |
| Clasificación de la etapa |                    |                   |                 |
| Ciclista | Ciclista           | Equipo            | Tiempo          |
| 1.º | Daniel Martin      | UAE Team Emirates | 4 h 13 min 43 s |
| 2.º | Pierre Latour      | AG2R La Mondiale  | + 1 s           |
| 3.º | Alejandro Valverde | Movistar Team     | + 3 s           |
| 4.º | Julian Alaphilippe | Quick-Step Floors | + 3 s           |
| 5.º | Rafał Majka        | Bora-Hansgrohe    | + 3 s           |
| 6.º | Adam Yates         | Mitchelton-Scott  | + 3 s           |
| 7.º | Bauke Mollema      | Trek-Segafredo    | + 3 s           |
| 8.º | Peter Sagan        | Bora-Hansgrohe    | + 3 s           |
| 9.º | Geraint Thomas     | Team Sky          | + 3 s           |
| 10.º | Primož Roglič      | LottoNL-Jumbo     | + 3 s           |

## Clasificaciones al final de la etapa

### Clasificación general(Maillot Jaune)
| \| Clasificación general \| Clasificación general \| Clasificación general \| Clasificación general \| Clasificación general \| \| Ciclista \| Ciclista \| Equipo \| Tiempo \| \| \| --------------------- \| --------------------- \| ------------------------- \| --------------------- \| --------------------- \| \| 1.º \| Greg Van Avermaet \| BMC Racing Team \| 22 h 35 min 46 s \| \| \| 2.º \| Geraint Thomas \| Team Sky \| + 3 s \| \| \| 3.º \| Tejay van Garderen \| BMC Racing Team \| + 5 s \| \| \| 4.º \| Julian Alaphilippe \| Quick-Step Floors \| + 6 s \| \| \| 5.º \| Philippe Gilbert \| Quick-Step Floors \| + 12 s \| \| \| 6.º \| Bob Jungels \| Quick-Step Floors \| + 18 s \| \| \| 7.º \| Rigoberto Urán \| EF Education First-Drapac \| + 45 s \| \| \| 8.º \| Alejandro Valverde \| Movistar Team \| + 51 s \| \| \| 9.º \| Rafał Majka \| Bora-Hansgrohe \| + 52 s \| \| \| 10.º \| Jakob Fuglsang \| Astana \| + 53 s \| \| |                    |                           |                  |
| |                    |                           |                  |
| Fuente: ProCyclingStats |                    |                           |                  |
| Clasificación general |                    |                           |                  |
| Ciclista | Ciclista           | Equipo                    | Tiempo           |
| 1.º | Greg Van Avermaet  | BMC Racing Team           | 22 h 35 min 46 s |
| 2.º | Geraint Thomas     | Team Sky                  | + 3 s            |
| 3.º | Tejay van Garderen | BMC Racing Team           | + 5 s            |
| 4.º | Julian Alaphilippe | Quick-Step Floors         | + 6 s            |
| 5.º | Philippe Gilbert   | Quick-Step Floors         | + 12 s           |
| 6.º | Bob Jungels        | Quick-Step Floors         | + 18 s           |
| 7.º | Rigoberto Urán     | EF Education First-Drapac | + 45 s           |
| 8.º | Alejandro Valverde | Movistar Team             | + 51 s           |
| 9.º | Rafał Majka        | Bora-Hansgrohe            | + 52 s           |
| 10.º | Jakob Fuglsang     | Astana                    | + 53 s           |

### Clasificación por puntos(Maillot Vert)
| Clasificación por puntos | Clasificación por puntos | Clasificación por puntos | Clasificación por puntos | Clasificación por puntos |
| Ciclista                 | Ciclista                 | Equipo                   | Puntos                   |                          |
| ------------------------ | ------------------------ | ------------------------ | ------------------------ | ------------------------ |
| 1.º                      | Peter Sagan              | Bora-Hansgrohe           | 199 pts                  |                          |
| 2.º                      | Fernando Gaviria         | Quick-Step Floors        | 156 pts                  |                          |
| 3.º                      | Alexander Kristoff       | UAE Team Emirates        | 88 pts                   |                          |
| 4.º                      | André Greipel            | Lotto-Soudal             | 75 pts                   |                          |
| 5.º                      | Arnaud Démare            | Groupama-FDJ             | 57 pts                   |                          |
| 6.º                      | Sonny Colbrelli          | Bahrain-Merida           | 55 pts                   |                          |
| 7.º                      | Alejandro Valverde       | Movistar Team            | 53 pts                   |                          |
| 8.º                      | Marcel Kittel            | Katusha-Alpecin          | 52 pts                   |                          |
| 9.º                      | Daniel Martin            | UAE Team Emirates        | 45 pts                   |                          |
| 10.º                     | Julian Alaphilippe       | Quick-Step Floors        | 44 pts                   |                          |

### Clasificación de la montaña(Maillot à Pois Rouges)
| Clasificación de la montaña | Clasificación de la montaña | Clasificación de la montaña | Clasificación de la montaña | Clasificación de la montaña |
| Ciclista                    | Ciclista                    | Equipo                      | Puntos                      |                             |
| --------------------------- | --------------------------- | --------------------------- | --------------------------- | --------------------------- |
| 1.º                         | Toms Skujiņš                | Trek-Segafredo              | 6 pts                       |                             |
| 2.º                         | Sylvain Chavanel            | Direct Énergie              | 4 pts                       |                             |
| 3.º                         | Dion Smith                  | Wanty-Groupe Gobert         | 4 pts                       |                             |
| 4.º                         | Lilian Calmejane            | Direct Énergie              | 3 pts                       |                             |
| 5.º                         | Daniel Martin               | UAE Team Emirates           | 2 pts                       |                             |
| 6.º                         | Kévin Ledanois              | Fortuneo-Samsic             | 1 pt                        |                             |
| 7.º                         | Anthony Perez               | Cofidis, Solutions Crédits  | 1 pt                        |                             |
| 8.º                         | Pierre Latour               | AG2R La Mondiale            | 1 pt                        |                             |
| 9.º                         | Jack Bauer                  | Mitchelton-Scott            | 1 pt                        |                             |
| 10.º                        | Fabien Grellier             | Direct Énergie              | 1 pt                        |                             |

### Clasificación del mejor joven(Maillot Blanc)
| Clasificación del mejor joven | Clasificación del mejor joven | Clasificación del mejor joven | Clasificación del mejor joven | Clasificación del mejor joven |
| Ciclista                      | Ciclista                      | Equipo                        | Tiempo                        |                               |
| ----------------------------- | ----------------------------- | ----------------------------- | ----------------------------- | ----------------------------- |
| 1.º                           | Søren Kragh Andersen          | Team Sunweb                   | 22 h 36 min 49 s              |                               |
| 2.º                           | Egan Bernal                   | Team Sky                      | + 27 s                        |                               |
| 3.º                           | Pierre Latour                 | AG2R La Mondiale              | + 2 min 17 s                  |                               |
| 4.º                           | Magnus Cort                   | Astana                        | + 3 min 00 s                  |                               |
| 5.º                           | Guillaume Martin              | Wanty-Groupe Gobert           | + 4 min 06 s                  |                               |
| 6.º                           | Thomas Boudat                 | Direct Énergie                | + 5 min 32 s                  |                               |
| 7.º                           | David Gaudu                   | Groupama-FDJ                  | + 6 min 26 s                  |                               |
| 8.º                           | Stefan Küng                   | BMC Racing Team               | + 8 min 17 s                  |                               |
| 9.º                           | Gregor Mühlberger             | Bora-Hansgrohe                | + 9 min 12 s                  |                               |
| 10.º                          | Daniel Felipe Martínez        | EF Education First-Drapac     | + 9 min 22 s                  |                               |

### Clasificación por equipos(Classement par Équipe)
| Clasificación por equipos | Clasificación por equipos | Clasificación por equipos | Clasificación por equipos |
| Equipo                    | Equipo                    | Tiempo                    |                           |
| ------------------------- | ------------------------- | ------------------------- | ------------------------- |
| 1.º                       | Quick-Step Floors         | 68 h 26 min 56 s          |                           |
| 2.º                       | BMC Racing Team           | + 8 s                     |                           |
| 3.º                       | Sky                       | + 1 min 50 s              |                           |
| 4.º                       | Bahrain-Merida            | + 3 min 56 s              |                           |
| 5.º                       | Movistar Team             | + 4 min 01 s              |                           |
| 6.º                       | Mitchelton-Scott          | + 5 min 04 s              |                           |
| 7.º                       | Team Sunweb               | + 5 min 10 s              |                           |
| 8.º                       | AG2R La Mondiale          | + 5 min 13 s              |                           |
| 9.º                       | Astana                    | + 5 min 36 s              |                           |
| 10.º                      | Bora-Hansgrohe            | + 6 min 33 s              |                           |

## Abandonos
Ninguno.